# القنوات الفضائية العربية
أفاد تقرير لاتحاد إذاعات الدول العربية، بأن عدد القنوات الفضائية التي تتولى بثها، أو إعادة بثها، هيئات عربية عامة وخاصة بلغ 1394 قناة، في حين كانت لا تتعدى العشرين أو الثلاثين قناة في مطلع التسعينيات من القرن الماضي، وعزا ما أسماه بالطفرة في هذا المجال إلى دور القطاع الخاص. وأشار التقرير إلى أن القنوات الرياضية تنفرد بأعلى نسبة في مجموع القنوات المتخصصة في البث الفضائي العربي، بحيث يصل عدد هذه القنوات إلى 170 قناة، كما أن قنوات الدراما التي تبث أفلاما ومسلسلات تستأثر بالمرتبة الثانية من مجموع القنوات المتخصصة بما يناهز 152 قناة. القنوات الغنائية وصل عددها بحسب التقرير إلى 124 قناة، مقابل 95 قناة دينية، فيما يبلغ عدد القنوات الإخبارية 68 قناة، وتحتل بذلك المرتبة الخامسة. كما كشفت الأرقام أهمية القنوات الفضائيّة الربحية التي حازت على نسبة ما يقارب %19 من مجموع القنوات، بحسب تقرير الاتحاد. أما عدد الهيئات العربية التي تتولى بث القنوات فضائية فبلغ حوالي 758 هيئة منها 29 هيئة عمومية باعتبار هيئات الحكومات المحلية بدولة الإمارات العربية المتحدة أي دبي الشارقة، عجمان رأس الخيمة، الفجيرة و729 هيئة في القطاع الخاص. وأشار التقرير أنه «إلى جانب النمو العددي فإن القطاع الخاص سجل توسعا في المساحة الجغرافية للبث باستعمال سواتل جديدة بحيث يصل اليوم البث الفضائي العربي إلى جميع جهات العالم بما في ذلك أستراليا ونيوزيلندا والأمريكيتين». في حين تصدرت اللّغة العربية واللهجات المحلية اللغات المستعملة في البث الفضائي العربي، بينما تحافظ اللّغة الإنجليزية على موقعها في صدارة اللّغات الأجنبية المستعملة تليها اللّغة الفرنسية. المنطقة العربية أصبحت أيضا تستقبل، قنوات دولية موّجهة وناطقة باللغة العربية وتستخدم سواتل عربية للوصول إلى المشاهد العربي في المنطقة العربية وإفريقيا وأوروبا، ومن بينها: قناة BBC Arabic وقناة فرانس 24 وقناة DW الألمانية الناطقة بالعربية، وقناة RAI الناطقة بالعربية وقناة روسيا اليوم والقنوات التركية والكورية والتشادية وغيرها.

## سوريا و سوريا المعارضة و سوريا كردستان
- قناة سوريا الأولى
- قناة الشام FM
- قناة مسايا HD
- قناة سوريا الإخبارية
- قناة سوريا دارما
- قناة سوريا التربوية
- قناة سوريا HD
- قناة نور الشام
- قناة سما سوريا
- قناة سورينا
- قناة Space Toon HD
- قناة حلب اليوم HD
- قناة العالم سوريا
- قناة اليوم HD
- قناة لنا سوريا
- Suroyo  HD

## دولة السودان ودولة جنوب سودان
قناة سودان
قناة البحر الأحمر
قناة جنوب سودان HD
قناة المنهل التعلمية

## مصر
- قناة معجزة مصر
- قناة المحبة
- اون
- اون دراما
- اون سبورت 1و٢
- Dmc
- dmc drama
- قناة امجاد
- قناة C TV
- قناة الرحمة
- قناة القاهرة الإخبارية
- قناة نادي الأهلي المصري
- قناة المداح
- قناة القاهرة و الناس 1
- قناة القاهرة و الناس 2
- قناة الأولى المصرية
- قناة الثانية المصرية
- قناة النيل للأسرة و الطفل
- قناة النيل الثقافة
- قناة ازهري
- قناة النهار
- قناة النهار دارما
- قناة CBC HD
- قناة CBC Drama
- قناة   CBC سفرة
- قناة Extra News HD
- قناة Extra lıve SD
- قناة المصرية HD
- قناة MBC مصر HD
- قناة MBC مصر 2 HD
- قناة الصحة و الجمال
- قناة المحور HD
- قناة صدى البلد
- قناة صدى البلد 2
- قناة صدى البلد دارما
- قناة Ten
- قناة النيل الإخبارية HD
- قناة النيل كمودي
- قناة النيل دارما
- قناة النيل لايف
- قناة النيل للرياضية
- قناة النيل سينما
- قناة مايسترو زمان
- نيل الثقافية
- Mbc masr drama
- النهار نور
- ميكس هوليوود
- ميكس بالعربي
- ميكس وان
- وان دراما
- وان موڤيس
- بانوراما دراما
- بانوراما دراما 2
- بانوراما فيلم
- بانوراما فوود
- تلفزيون الحياة
- الحياة دراما
- دريم
- وطن
- الغد
- قناة مصر القرآن الكريم
- ستار سينما
- سيما

## المغرب
- القناة السادسة
- المغربية
- ميدي 1 تيفي
- المغربية الأولى
- المغربية الرياضية (قناة).
- المغربية الرابعة (قناة).
- المغربية الثانية (دوزيم)
- التلفزة الجهوية للعيون
- أفلام تي في
- قناة مغرب تي في (مغرب TV)
- Télé Maroc
- MBC5 (ام بي سي 5)

## العراق
- قناة الشرقية الفضائية.
- قناة السومرية الفضائية
- قناة البغدادية
- قناة الرافدين
- قناة بغداد
- قناة كردستان الفضائية
- قناة زاكروس الفضائية
- قناة كرد سات الأخبارية
- قناة نوروز الفضائية
- قناة كلي كردستان الفضائية
- قناة العراقية
- قناة الرأي
- قناة الغدير الفضائية
- قناة الفرات الفضائية
- فضائية العراق التربوية
- قناة الأنوار الفضائية
- قناة المهدي الفضائية
- قناة أهل البيت الفضائية
- قناة الانوار 2
- قناة الاتجاه الفضائية
- قناة المسار الأولى الفضائية بتردد 11316 ومعدل ترميز 27500
- قناة بلادي الفضائية
- الأنبار
- كربلاء
- صلاح الدين
- الموصلية
- العهد
- الفيحاء
- البابلية
- الرياضية العراقية
- الفرقان
- افاق
- المسار
- السلام
- الحرية
- قناة آسيا الفضائية

## الأردن
- التلفزيون الأردني
- قناة نورمينا
- قناة 7stars
- قناة بترا
- قناة وطن
- قناة فرح

## فلسطين
- تلفزيون فلسطين
- فضائية الأقصى
- قناة القدس
- الفلسطينية
- قناة فلسطين المستقبل الفضائية
- قناة فلسطين الغد
- قناة فلسطين اليوم
- قناة المنتدي

## السعودية
- القناة السعودية الأولى
- القناة السعودية الثانية
- القناة السعودية الرياضية
- قناة الإخبارية
- قناة أجيال
- قناة القرآن الكريم
- قناة السنة النبوية
- قناة اقرأ الفضائية
- قناة المجد الفضائية
- مركز تلفزيون الشرق الأوسط
- راديو وتلفزيون العرب (ART)
- شبكة اوربت شوتايم
- روتانا
- فوكس موفيز
- إم بي سي 1
- إم بي سي 2
- إم بي سي 3
- إم بي سي 4
- إم بي سي أكشن
- إم بي سي بوليوود
- إم‌ بي‌ سي الفارسية
- إم بي سي ماكس
- إم بي سي مصر
- إم بي سي مصر 2
- قناة سمسم
- قناة الشرق للأخبار[2]

## الكويت
- قناة فنون
- الفضائية الكويتية
- قناة الراي
- قناة المشكاة
- قناة العدالة
- قناة المختلف
- قناة سكوب
- قناة غراس
- قناة العفاسي
- قناة فلاش
- قناة الوطن
- قناة الوطن بلس
- قناة العربي
- قناة البيرق
- قناة الصباح
- قناة الكوت

## قطر
- قنوات شبكة الجزيرة
- قناة شاعر الرسول
- تلفزيون قطر
- قناة المجتمع

## الإمارات
- قناة ون تي في
- تلفزيون دبي
- سما دبي
- قناة إنفنيتي الفضائية

## تونس
- تونس 7
- تونس 21
- قناة حنبعل
- قناة حنبعل الشرق
- قناة حنبعل الفردوس
- قناة نسمة

## اليمن
- قناة عدن
- قناة اليمانية
- قناة سهيل
- قناة اليمن الرسمية
- قناة الإيمان
- فضائية السعيدة
- قناة سبأ
- قناة عدن جنوبية

## الجزائر

القمر الصناعي اتصالات الجزائر الفضائية

- التلفزيون الجزائري.
- كنال ألجيري.
- الجزائرية الثالثة.
- الجزائرية الإخبارية، HD
- الجزائرية الرابعة الأمازيغية.
- قناة القرآن الكريم 5.
- الجزائرية السادسة.
- قناة البرلمان الجزائري

### عامة
- دزاير تي في
- بور تي في
- الشروق تي في
- الشروق تي في HD
- الشروق بليس
- الجزائرية
- الجزائرية وان
- الحياة تي في
- الجزائرية تي في
- الفجر تي في
- الاجواء تي في
- الفهامة تي في
- البلاد
- الجزائر 24
- قناة النهار
- الهقار تي في
- كا بي سي
- قناة البلاد
- قناة الأطلس (أغلقت بقرار رئاسي بسبب أمني)

### سينما
- دي تي في

### قنوات سياسية معارضة
- تلفزيون رشاد

### إخبارية
- نوميديا نيوز (قناة)
- الشروق نيوز
- دزاير نيوز
- المغاربية (قناة)
- المغاربية 2 (قناة)
- الغزالة نيوز
- المؤشر تي في

### تربوية دينية
- الأنيس (قناة)
- الصحوة تي في

### رياضية
- فاف تي في FAF TV
- الهداف تي في
- كواليس تي في
- وفاق الرياضي سطيف تي في ESS TV

### نسائية
- سميرة تي في
- سي بي سي بنة التابعة لشبكة الاعلامية الشروق

### أطفال
- قناة جرجرة

### سياحيا
- شمس TV

### إقليمية
- الباهية TV
- تلفزيون بربر
- بربر الشباب
- بربر موسيقى
- بور تي في
- تلفزيون رشاد
- لاندكس تي في
- الجديد تي في
- الصحراء تي في

### قنوات اشهار
- الجزائر جنة
- الفجر 2
- زواج تي في
- دزاير شوب
- دزاير 3
- دزاير 25
- دزاير 24
- دزاير 16

### قنوات مغلقة
- خليفة تي في
- تي في سات
- مؤسسة ساحلي سمير
- كا بي سي (قناة تلفزيونية)

## سلطنة عُمان
- تلفزيون سلطنة عُمان
- قناة الرياضية سلطنة عمان
- قناة الثقافية سلطنة عمان
- قناة مجان الفضائية
- قناة الإستقامة الفضائية

## أخرى
- قناة الولايات الأمريكية عدن
- قناة otv
- شبكة راديو وتلفزيون العرب
- قنوات أوربت
- قنوات ميلودي
- قناة مزيكا
- قناة المحور
- قناة onetv
- قناة سبيس تون
- قناة سبيستون الإنجليزية
- قناة سبيس باور
- قناة cnbc عربية
- قناة العقارية
- قناة المستقبل
- قناة أبوظبي
- القناة الفضائية المصرية - 1
- المؤسسة اللبنانية للإرسال
- روسيا اليوم
- قناة المستقلة
- قناة الحوار
- شبكة الأخبار العربية
- قناة التركية

## جيبوتى
إذاعة وتلفزيون جيبوتي

## وصلات خارجية
- الموقع الرسمي